# Będgoszcz
Będgoszcz (deutsch Schützenaue) ist ein Dorf in der Woiwodschaft Westpommern in Polen. Es gehört zur Gmina Bielice (Gemeinde Beelitz)  im Powiat Pyrzycki (Pyritzer Kreis).

## Geschichte
Bis 1945 bildete Schützenaue eine Landgemeinde im Kreis Pyritz der preußischen Provinz Pommern. Zur Landgemeinde gehörten keine weiteren Wohnplätze. Die Gemeinde zählte im Jahre 1910 149 Einwohner, im Jahre 1925 142 Einwohner in 27 Haushaltungen, und im Jahre 1939 144 Einwohner.
Nach dem Zweiten Weltkrieg kam Schützenaue, wie ganz Hinterpommern, an Polen. Es erhielt den polnischen Ortsnamen „Będgoszcz“.